# Гавриленко Олександр Анатолійович
Гавриленко Олександр Анатолійович (27 травня 1966 року, м. Харків) — український правознавець, історик права, професор кафедри міжнародного і європейського права юридичного факультету Харківського національного університету імені В. Н. Каразіна, кандидат історичних наук, доктор юридичних наук, професор.
Тематика наукових досліджень: становлення та розвиток права на теренах України та інших держав Європи у добу античності та середньовіччя; поліцейське (адміністративне) право в українських губерніях Російської імперії (кінець XVIII — поч. XX ст.); історія органів внутрішніх справ України (1917—1921 рр.); держава і право УСРР у добу раннього тоталітаризму (20-ті рр. XX ст.); історико-правове джерелознавство; юридична біографістика; історія міжнародного права.

## Біографія
У 1988 р. закінчив історичний факультет Харківського державного університету імені О.М. Горького (нині Харківський національний університет імені В. Н. Каразіна), а в 2000 р. — Харківський національний університет внутрішніх справ за спеціальністю «Правознавство». З 1990 по 1993 р. навчався в аспірантурі Харківського державного університету.
З серпня 1988 р. по листопад 1990 р. працював на посаді викладача кафедри політичної історії Харківського державного університету  імені О.М. Горького. По закінченні аспірантури перебував на посаді старшого викладача кафедри українознавства Харківського державного технічного університету радіоелектроніки (нині Харківський національний університет радіоелектроніки), а потім вступив на службу до органів внутрішніх справ і протягом понад двадцяти років, з липня 1994 по квітень 2015 р., працював у Харківському національному університеті внутрішніх справ, пройшовши шлях від старшого викладача, доцента до  професора кафедри теорії та історії держави і права, від майора до  полковника міліції. Викладав історію держави і права України, історію держави і права зарубіжних країн та інші фундаментальні юридичні навчальні дисципліни. 
З вересня 2015 р. — професор кафедри міжнародного права факультету міжнародних економічних відносин та туристичного бізнесу, з вересня 2016 — професор кафедри міжнародного і європейського права юридичного факультету ХНУ імені В. Н. Каразіна. Викладає навчальні дисципліни «Історія міжнародного права», «Історія дипломатії», «Інтеграційні процеси в Європі: історія та сучасність» та інші.
З 1994 р. — кандидат історичних наук за спеціальністю 07.00.01 — історія громадських рухів і політичних партій. Тема кандидатської дисертації  – «М. Л. Рухимович: особистість, політик, господарський діяч» (наук. керівник — к.і.н., проф. В. І. Семененко).
З 2011 р. — доктор юридичних наук за спеціальністю 12.00.01– теорія та історія держави і права; історія політичних і правових учень. Тема докторської дисертації  – «Становлення та розвиток античних держав і права у Північному Причорномор'ї (кінець VII ст. до н. е. — перша половина VI ст. н. е.)» (наук. консультант — член-кореспондент АПрНУ, д.ю.н., проф. О. Н. Ярмиш)
В 1997 р. присвоєно вчене звання «доцент» за кафедрою теорії та історії держави і права.
У 2014 р. присвоєно вчене звання «професор» за кафедрою теорії та історії держави і права.
Під керівництвом (науковим консультуванням) О. А. Гавриленка захищено п'ять дисертацій на здобуття наукового ступеня кандидата  юридичних наук (С. В. Васильєв, А. Ю. Стащак, І. О. Лесь, Є. С. Логвиненко, Ф. В. Кашарський) та дві дисертації на здобуття наукового ступеня доктора  юридичних наук (С. Д. Сворак, В. В. Россіхін) за спеціальністю 12.00.01 - Теорія та історія держави і права; історія політичних і правових учень.
Член редакційної колегії, відповідальний редактор часопису «Вісник Харківського національного університету ім. В.Н. Каразіна. Серія: Право» [Архівовано 20 січня 2022 у Wayback Machine.]. 
Член редакційної колегії часопису «Український політико-правовий дискурс»
Член наукової ради часопису «Polonia Inter Gentes» у 2021-2022 рр.[Архівовано 20 січня 2022 у Wayback Machine.]
Член Міжнародної асоціації істориків права.

## Публікації
Автор та співавтор понад 300 опублікованих наукових, науково-популярних та навчально-методичних праць. Серед них:
- Більшовицький переворот у Харкові: як це було / О.А. Гавриленко, І.А. Логвиненко // Наукові записки кафедри українознавства Харківського ун-ту. Вип. 1. – Харків, 1994. – С. 48-55.
- Органи охорони громадського порядку в Україні у період гетьманату / Гавриленко О.А., Логвиненко І.А. // Проблеми державотворення України: історія і сучасність: зб. наук. статей. Ч. 1. – Харків: Ін-т сходознавства і міжнар. відносин «Харків. колегіум»; Ун-т внутр. справ, 1997. С. 53–60.
- Органи охорони громадського порядку періоду Центральної Ради / І.А. Логвиненко, О.А. Гавриленко // Вісник Університету внутрішніх справ. – 1998. – № 3-4 – С. 126-137.
- Моральні засади професії юриста / О.М. Тетерич, О.А. Гавриленко // Вісник Університету внутрішніх справ. – 1998. – № 3-4 – С. 335-343.
- Київська Русь: політико-правовий нарис / О. А. Гавриленко, С. Д. Колесніков, І. А. Логвиненко. — Харків: УніВС, 1999. — 70 с.
- Спецкурс Історія органів внутрішніх справ в системі навчально-виховного процесу МВС України / Л.О. Зайцев, О.А. Гавриленко // Вісник Університету внутрішніх справ. 1999. – № 9. – С. 80-85.
- Відомчі заклади освіти МВС у Харкові: становлення та розвиток / О.Н. Ярмиш, О.А. Гавриленко // Вісник Університету внутрішніх справ. – 1999. – № 9 – С. 20-26.
- Державність, право та культура Київської Русі: [Навч. посібник] / О. А. Гавриленко, О. О. Гавриленко, В. А. Греченко, С. Д. Колесніков, І. А. Логвиненко, В. А. Режко. — Харків: УніВС, 2000. — 112 с.
- Історія органів внутрішніх справ: науково-бібліографічний довідник / за заг. редакцією Л.О. Зайцева, О.А. Гавриленка, В.М. Чиснікова. Харків: Ун-т внутр. справ, 2000. — 57 с.
- Історія органів внутрішніх справ. Навчальні матеріали до спецкурсу / Л. О. Зайцев, О. А. Гавриленко, В. Є. Кириченко, Ю. А. Холод та ін. — Кіровоград: Імекс ЛТД, 2003. — 236 с.
- Правове регулювання стягнення податків та неподаткових платежів в античних державах Північного Причорномор’я / О.А. Гавриленко // Вісник Національного університету внутрішніх справ. – 2003. – № 22. – С. 252-261.
- Історія та сучасність української міліції. 10 років на сторожі законності та правопорядку (Навчальні теми соціально-гуманітарної підготовки рядового і молодшого начальницького складу органів внутрішніх справ України) / І.М. Погрібний, О.А. Гавриленко // Додаток до газ. „Іменем закону”. – 2003. – Квітень. №14(5350).
- Історія державності України: Експериментальний підручник / За заг. ред. Бандурки О. М., Ярмиша О. Н. — Харків: ТОВ «Одіссей», 2004. — 608 с.
- Право античних держав Північного Причорномор'я: навчальний посібник / О. А. Гавриленко. — Харків: НУВС, 2004. — 111 с.
- Стадії процесу в античних державах Північного Причорномор’я / О.А. Гавриленко // Південноукраїнський правничий часопис. – 2006. – № 1. – С. 192-195.
- Античні держави Північного Причорномор'я: біля витоків вітчизняного права (кінець VII ст. до н. е. — перша половина VI ст. н. е.). Монографія / О. А. Гавриленко. — Харків: Парус, 2006. — 352 с.
- Органи влади та управління античних держав Північного Причорномор’я з республіканською формою правління / О.А. Гавриленко // Бюлетень Міністерства юстиції України. – 2006. – № 4. – С. 26-34.
- Основні риси права скіфських ранньодержавних утворень / О. А. Гавриленко // Часопис Київського університету права. — 2007. — № 1. — С. 17-22.
- Перші поліцейські органи на території України / О. А. Гавриленко // Іменем закону: громадсько-правовий тижневик МВС України. – 2007. – № 10. – С. 22-23
- Поняття та види злочинів в античних державах Північного Причорномор’я / О.А. Гавриленко // Вісник Харківського національного університету ім. В.Н. Каразіна. – № 817. – Серія «Право». –  2008. – Вип. 1(3). – С. 153-159.
- Правовий статус консулів генуезьких колоній у Криму (середина XIII — друга половина XV ст.) / О. А. Гавриленко // Вісник Харківського національного університету ім. В. Н. Каразіна. — № 919. — Серія «Право». — 2010. — Вип. 7. — С. 152—156.
- Нариси з історії розвідки суб'єктів державотворення на теренах України / Цибулькін В. В., Рожен Л. М., Ведєнєєв Д. В., Гавриленко О. А. та ін. — Київ : Преса України, 2011. — 536 с.
- Історія держави і права України: стародавня доба: навчальний посібник / О. А. Гавриленко. — Харків: ХНУВС, 2011. — 64 с.
- Судова система кримських колоній Генуї (друга половина XIII – середина XV ст.) / О.А. Гавриленко // Вісник Харківського національного університету ім. В.Н. Каразіна. – № 945. – Серія «Право». –  2011. – С. 49-53.
- Ґенеза паспортної системи Російської імперії в Україні (XVIII – поч. XX ст.) / О.А. Гавриленко // Право та державне управління. – 2012. – №2 (7). – С. 9-13.
- Правові засади заснування аптечних закладів  в українських губерніях Російської імперії у другій половині XIX століття / О.А. Гавриленко, С.В. Васильєв // Вісник Харківського національного університету ім. В.Н. Каразіна. – № 1000. – Серія «Право». –  2012. – С. 55-59.
- Становлення судової влади у протодержавну добу: погляд через тисячоліття / О. А. Гавриленко // Науковий вісник Ужгородського національного університету. Серія «Право». – 2013. – № 23. – Ч. І. – Т. 1. – С. 38-42.
- У списках засуджених не значився [І.П. Якимішин, 1891-1937] / О. А. Гавриленко // Реабілітовані історією. Харківська область: Книга друга / ДП «Редакційно-видавнича група Харківського тому серії «Реабілітовані історією». – Київ, Харків: Оригінал, 2014. – С. 156-160.
- Судова влада в Україні: історичні витоки, закономірності, особливості розвитку: монографія / І. Б. Усенко (керівн. авт. колективу), В. С. Бігун, І. Й. Бойко, Т. І. Бондарук, О. А. Гавриленко, І. В. Музика, О. Н. Ярмиш та ін. — Київ : Наукова думка, 2014. — 501 с.
- Правове регулювання виготовлення та обігу виробів з дорогоцінних металів в українських губерніях Російської імперії (кінець XIX – поч. XX ст.) / О. А. Гавриленко // Учёные записки Таврического национального университета имени В.И. Вернадского. Серия «Юридические науки». – Т. 26 (65). – № 2-2. – Симферополь, 2014. – С. 3-9.
- Розвідувально-підривна доктрина давньоіндійської держави Маур’їв у політитко-правовому трактаті Каутільї «Артхашастра» / О. А. Гавриленко // Право і суспільство. – 2014. – № 6-1. – Ч. 2. – С. 7-12.
- Legal Policy of the Soviet State in Relation to the Ukrainian Peasantry in 1921—1923 / O. Gavrylenko // Журнал східноєвропейського права. — 2015. — № 15. — С. 6-15.
- Історія держави і права України: хрестоматія-практикум: навчальний посібник для студентів вищих навчальних закладів України напряму підготовки 6.030202 — «Міжнародне право» / О. А. Гавриленко, І. А. Логвиненко, Л. В. Новікова. — Х. : ХНУ імені В. Н. Каразіна, 2015. — 348 с.
- Формування підґрунтя принципу мирного вирішення міжнародних спорів у стародавній час та добу середньовіччя / О. А. Гавриленко // Український часопис міжнародного права. — 2015. — № 2. — С. 59-64.
- Історія міжнародного права: хрестоматія-практикум для студентів напряму підготовки 6.030202 — «Міжнародне право» / О. А. Гавриленко, Т. Л. Сироїд, Л. В. Новікова. — Х. : ХНУ імені В. Н. Каразіна, 2016. — 676 с.
- Формування правових основ протидії корупції у державах Стародавнього Світу / О. А. Гавриленко // Науковий вісник Ужгородського національного університету. Серія «Право». – 2016. – Вип. 37. – Т. 1. – С. 14-18.
- В.П. Даневський як історик міжнародного права / О. А. Гавриленко // Вісник Харківського національного університету імені В.Н. Каразіна. Серія «Право». – 2016. –  Вип. 22.– С. 21-25.
- Legal Regulation of Civil Contracts in Ancient City-States of the Black Sea Northern Coast / O.Gavrylenko, O. Skryl // Journal on European History of law (UK, London). — Vol. 7. — 2016. — No. 1. — P. 190—200.
- Генуезька спадщина на теренах України: етнодержавознавчий вимір / О. А. Гавриленко, О. М. Сівальньов, В. В. Цибулькін. — Харків: Точка, 2017. — 260 с.
- Історія держави і права України: практикум: навчальний посібник для курсантів, студентів, слухачів вищих навчальних закладів МВС України / М. Ю. Бурдін, О. А. Гавриленко, І. Д. Коцан, Є. С. Логвиненко, І. А. Логвиненко / Харківський національний університет внутрішніх справ. — Х. : ФОП Бровін О. В., 2017. — 444 с.
- Міжнародно-правове та внутрішньодержавне регулювання торговельної діяльності в Європі у XII – XIV ст. / О. А. Гавриленко // Актуальні проблеми правознавства. –  2017. – Вип. 4 (12).– С. 61-67.
- Еволюція воєнного мистецтва: навч. посібник: у 2 ч. Ч. 1 / Д. В. Вєдєнєєв, О. А. Гавриленко, С. О. Кубіцький, В. В. Цибулькін та ін. ; за заг. ред. В. В. Остроухова. — Київ: Нац. акад. СБУ, 2017. — 276 с.
- Еволюція воєнного мистецтва: навч. посібник: у 2 ч. Ч. 2 / Д. В. Вєдєнєєв, О. А. Гавриленко, С. О. Кубіцький, В. В. Цибулькін та ін. ; за заг. ред. В. В. Остроухова. — Київ: Нац. акад. СБУ, 2017. — 336 с.
- Міжнародне публічне право. Міжнародний захист прав людини: Посібник для підготовки до зовнішнього незалежного оцінювання / Т. Л. Сироїд, О. А. Гавриленко, Є. Б. Тітов, Л. О. Фоміна ; за заг. ред. Т. Л. Сироїд. — Харків: ФОП Бровін О. В., 2018. — 292 c.
- Генеза  консульських установ держав Європи у стародавній час та добу середньовіччя / О. А. Гавриленко // Вісник Харківського національного університету ім. В.Н. Каразіна. Серія «Міжнародні відносини. Економіка. Країнознавство. Туризм». – № 7. –  2018. – С. 16-20.
- Основи права Європейського Союзу: підручник / Т. М. Анакіна, О. А. Гавриленко, Т. Л. Сироїд, Л. О. Фоміна, А. О. Червяцова та ін. — Харків: Право, 2018. — 456 c.
- Історія держави та права України. Підручник / За ред. О. М. Бандурки; О. М. Головко, В. А. Греченко, О. А. Гавриленко та ін. — Х. : Майдан, 2018. — 640 с.
- Evolution of Financial Law Basics within the Antique  States of the North Black Sea Region (Late 7th Century BC – the First Half of the 6th Century AD) / Syroid T., Havrylenko O., Shevchenko A. // Journal on European History of law (UK, London). – Vol. 10. – 2019. – No. 2. – P. 101-114.
- Міжнародне публічне право. Міжнародний захист прав людини: посіб. для підготовки до зовнішнього незалежного оцінювання / за заг. ред. Т. Л. Сироїд; Сироїд Т. Л., Гавриленко О. А., Фоміна Л. О. — 2-ге вид, перероб. і допов. — Харків: Право, 2019. — 494 c.
- Classical and Modern Traditions in Kharkiv University: International and European Law / O.A. Gavrylenko, T.L. Syroed // Jus Gentium. Journal of International Legal History (Talbot Publishing, USA). – 2019. – Vol. 4. – № 2. – P. 607-620.
- Історія держави і права України: підручник / за заг. ред. О. М. Бандурки; [Бандурка О. М., Бурдін М. Ю., Гавриленко О. А. та ін.]. — Харків: ХНУВС, 2019. — 448 с.
- Статут генуезьких колоній на Чорному морі 1449 р. – пам’ятка середньовічного італійського права на українських теренах / О. А. Гавриленко // Вісник Харківського національного університету ім. В.Н. Каразіна. Серія «Право». –  2019. – Вип 27. – С. 18-24.
- Зародження права на території України в античну добу / О. А. Гавриленко // Право України. – 2020. – № 1. – С. 64-84.
- Правовий статус особи під час воєн, що вели держави Стародавнього Сходу / О. А. Гавриленко, Т. Л. Сироїд // Вісник Харківського національного університету ім. В.Н. Каразіна. Серія «Право». –  2020. – № 1. – С. 46-53.
- Історія держави і права зарубіжних країн: підручник / за заг. ред. О. М. Бандурки; [Бандурка О. М., Швець Д. В., Бурдін М. Ю., Головко О. М. та ін.]. — Харків: Майдан, 2020. — 618 с.
- Theoretical foundations of jurisprudence: collective monograph / Blikhar M., Yatsenko I., Kliuiev O., etc. – International Science Group. – Boston: Primedia eLaunch, 2020. — 179p.
- Foundation for Criminal Law in Antique States of the North Black Sea / Syroid T., Havrylenko O., Shevchenko A. // Journal on European History of law (UK, London). — Vol. 12. — 2020. – No. 2. — P. 136-146.
- Український філософ та педагог Іван Якович Чаленко (1873-1937): постать на тлі епохи / Гавриленко О.А., Садовніков О.К. // Вісник Харківського національного університету імені В.Н. Каразіна. Серія «Філософія. Філософські перипетії». — 2021. — Вип. 64. — С. 37-50.
- Історія держави і права зарубіжних країн : підручник / О.М. Бандурка, О.М. Головко, І.А. Логвиненко та ін. ; за заг. ред. О.М. Бандурки. 2-ге вид., допов. та змін. – Харків : ХНУВС, 2021. – 596 с.
- Становлення міжнародно-правових основ забезпечення санітарно-епідеміологічної безпеки в другій половині ХІХ – на початку ХХ ст. / Гавриленко О.А., Сироїд Т.Л. // Вісник Харківського національного університету імені В.Н. Каразіна. Серія «Право». — 2021. — Вип. 31. — С. 99-107.
- Історія міжнародного права: стародавня доба : навчальний посібник / О. А. Гавриленко, Т. Л. Сироїд. — Харків : ХНУ імені В. Н. Каразіна, 2021. — 232 с.
- Статут Будви – маловідома пам’ятка міського права середньовічної Європи / О.А. Гавриленко // Аналітично-порівняльне правознавство. — 2022. — № 3. — С. 9-15.
- Становлення основ кримінального права в середньовічній Кафі та Будві: порівняльно-правове дослідження / О.А. Гавриленко // Науковий вісник Ужгородського національного університету. Серія «Право».— 2022. — Вип. 73. Ч. 1. — С. 7-12.
- Формування основ давньокитайського міжнародного права в добу Чжоу / Гавриленко О.А., Сироїд Т.Л. // Науковий вісник Ужгородського національного університету. Серія «Право». — 2022. — Вип. 71 (3). — C. 18-25.
- Formation and Development of International Customs Law: Periodisation Issues / Perepolkin S.,  Havrylenko O., Mazur A. // World Customs Journal (Kingston, Australia; Münster, Germany). — 2022. — Vol. 16. No. 2. — P. 115-128.
- Статут Котора – пам’ятка середньовічного міського права на теренах Чорногорії / О.А. Гавриленко // Науковий вісник Ужгородського національного університету. Серія «Право». – 2022. – Вип. 72. Ч. 1. – С. 18-23.
- Правове регулювання службово-трудових відносин працівників міліції УСРР у 20-х рр. ХХ ст. / О.А. Гавриленко, С.В. Васильєв // Науковий вісник Дніпропетровського державного університету внутрішніх справ. 2022. № 4. С. 42-49.
- Становлення передумов формування законів і звичаїв війни в стародавню епоху: класичні та сучасні підходи до вирішення проблеми / О.А. Гавриленко, Т.Л. Сироїд, Л.О. Фоміна // Military offences and war crimes: background, theory and practice : collective monograph. Ed. by V.M. Stratonov. — Riga, Latvia : «Baltija Publishing», 2023. P. 164-204.
- Історія держави і права зарубіжних країн : хрестоматія-практикум: навчальний посібник / авт. кол.: І.А. Логвиненко, Ю.О. Загуменна, О.А. Гавриленко  та ін.; за заг. ред. О.М. Бандурки; Харків: Майдан, 2023. 904 с.
- Становлення та розвиток передумов міжнародно-правового захисту вразливих груп населення: історико-юридичний дискурс / О.А. Гавриленко, Є.В. Реньов // Науковий вісник Ужгородського національного університету. Серія «Право».— 2023. — Вип. 76. Ч. 2.— С. 202-211.
- Корнеліус ван Бяйнкерсхук – видатний представник голландської школи міжнародного права кінця ХVІІ – першої половини ХVІІІ ст. / О.А. Гавриленко // Правова держава. — 2024. — № 53. — С. 21-31.
- Legal regulation of commodity and money relations in the colonies of the Republic of Saint George on the territory of modern Southern Ukraine in the mid-15th century / Prawna regulacja stosunków towarowo-pieniężnych w koloniach Republiki Świętego Jerzego w połowie XV wieku na terytorium obecnej południowej Ukrainy / O. Havrylenko // Acta Iuris Stettinensis. 2024. № 5 (51). Numer specjalny. P. 153-187.
- Формування основ міжнародно-правової регламентації процесів міграції населення через екологічні чинники: історико-юридичний нарис / О.А.Гавриленко // Вісник Харківського національного університету імені В.Н. Каразіна. Серія «Право». 2024. Вип. 37. С. 189-201.
- Демократичні традиції античних полісів Північного Причорномор’я та їх вплив на майбутні державотворчі процеси на території України / О.А. Гавриленко // Право України. 2024. Вип. 12. С. 66-84.
- Найдавніші міжнародні договори Великого Князівства Литовського, Руського і Жемайтійського (друга половина ХIV ст.) / О.А. Гавриленко // Науковий вісник Ужгородського національного університету. Серія: Право. 2024. Вип. 86. Ч. 5. С. 223-234.
- Морські закони Ганзейського союзу 1597 року: історичний контекст, правовий зміст та значення / О.А. Гавриленко // Правова держава. 2025. № 58. С. 190-200.

Автор понад трьох десятків статей в довідкових виданнях, зокрема, у шеститомній Юридичній енциклопедії (Київ: Вид-во «Українська енциклопедія» ім. М. П. Бажана, 1998—2004), а також у першому томі двадцятитомної Великої української юридичної енциклопедії (Харків: Право, 2016).

## Нагороди та звання
- Нагороджений відомчими відзнаками, подяками та грамотами МВС України, МОН України, органів місцевого самоврядування.
- Дипломант обласного конкурсу «Вища школа Харківщини — кращі імена» в номінації «Викладач фундаментальних дисциплін» (2011).